# Rużar Briffa
Rużar Briffa (ur. 16 stycznia 1906 w Valletcie, zm. 22 lutego 1963 tamże) – maltański poeta i lekarz. Syn Ġovanny i Duminka. W 1924 rozpoczął studia medyczne na Uniwersytecie Maltańskim, a dokończył je w Londynie. Jego specjalności to wenerologia i dermatologia. W 1931 wraz z Ġużè Bonnicim założył Għaqda tal-Malti Università i rozpoczął wydawanie gazety „Leħen il-Malti” („Głos Malty”). W 1933 poślubił Constance Winifrid Dunn. W 1936 urodziła im się córka Ċeċilja. W 1950 małżeństwo zakończyło się z powodu śmierci kobiety. W 1952 ożenił się po raz drugi (jego żoną została Louisette Attard-Bajona). W lipcu 1961 zachorował na raka krtani, który był przyczyną jego śmierci w lutym 1963. Pochowany został na Santa Maria Addolorata Cemetery w Paoli. Był jednym z najwybitniejszych maltańskich poetów. Jego imieniem została nazwana jedna z ulic w mieście Mosta. W 1984 Oliver Friggieri napisał jego biografię, a w 2009 udostępniono jego poezję na płytach CD.